# Sigurður Ingi Jóhannsson

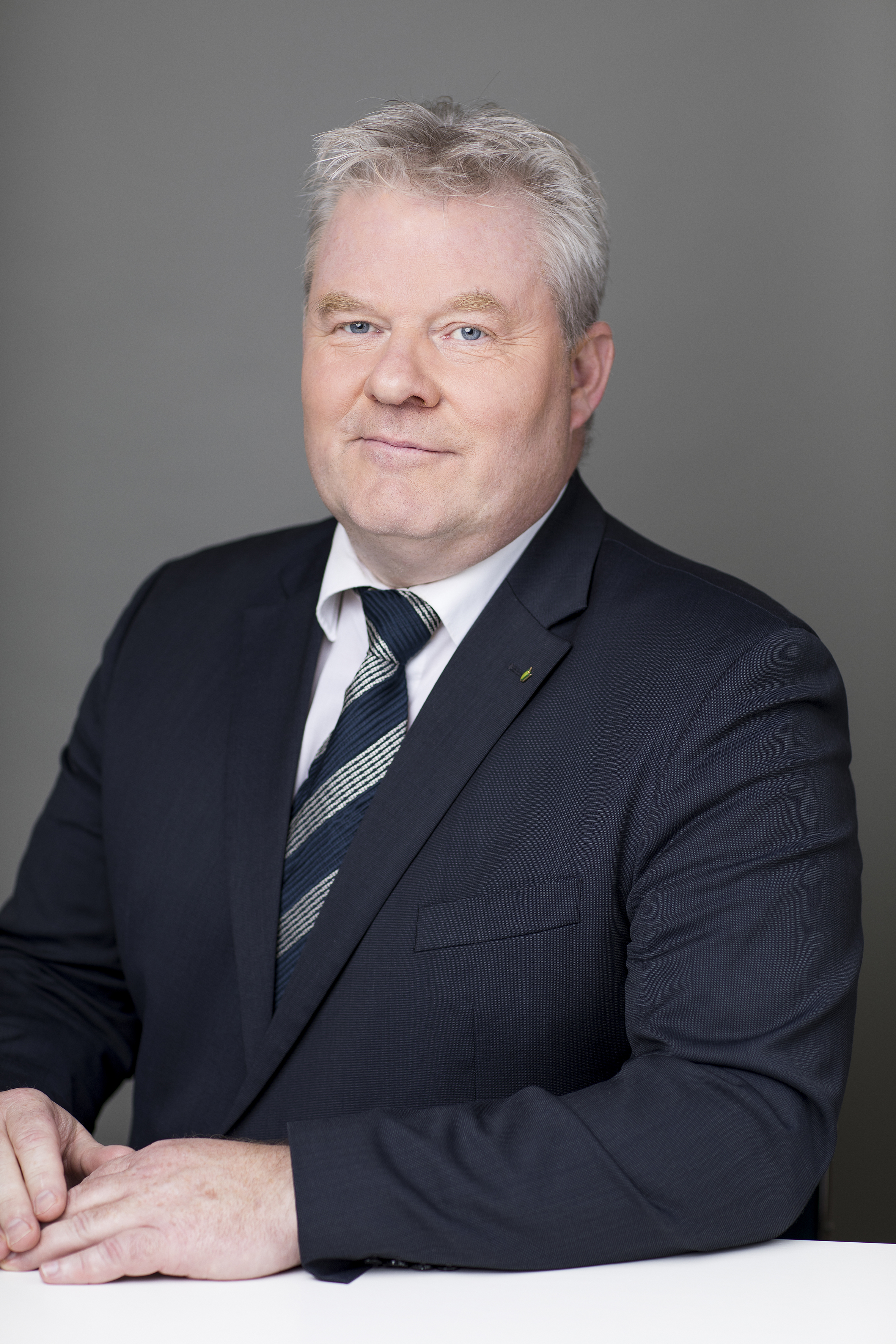
Sigurður Ingi Jóhannsson (2016)

Sigurður Ingi Jóhannsson ([ˈsɪːɣʏrðʏr ˈiɲcɪ ˈjouːhansɔn]; * 20. April 1962 in Selfoss) ist ein isländischer Politiker (Fortschrittspartei) und war von April 2016 bis Januar 2017 Premierminister von Island. Im Oktober 2016 wurde er zum Vorsitzenden der Fortschrittspartei gewählt. Vom 9. April bis 21. Dezember 2024 war er Finanz- und Wirtschaftsminister. Zuvor war er seit dem 30. November 2017 Minister für Verkehr und Kommunen, danach seit dem 28. November 2021 Minister für Infrastruktur. In der nach dem Bruch der Drei-Parteien-Koalition des Kabinetts Bjarni Benediktsson im Oktober 2024 gebildeten Übergangsregierung hatte er zusätzlich wieder das Infrastrukturministerium übernommen.

## Leben
Sigurður Ingi Jóhannsson ist Tierarzt mit einem Abschluss der damaligen Königlichen Veterinär- und Landwirtschaftsuniversität (KVL) in Kopenhagen. Von 1987 bis 1994 war er als Landwirt in der Gemeinde Hrunamannahreppur tätig, von 1990 bis 1995 auch als Tierarzt mit eigener Praxis. Von 1996 bis 2009 war er Tierarzt bei der Tierarztgesellschaft Suðurland (Dýralæknaþjónustu Suðurlands) sowie von 1996 bis 2011 deren Vorstandsvorsitzender. Von 2002 bis 2009 war er Vorsteher des Gemeinderates des Hrunamannahreppur.
Seit 2009 ist er Abgeordneter des isländischen Parlaments Althing für den Südlichen Wahlkreis. Von 2009 bis 2013 war er Vizevorsitzender des Parlamentsclubs der Fortschrittspartei. Darüber hinaus war er Mitglied des Ausschusses für Fischerei und Landwirtschaft und Mitglied der isländischen Delegation zum Westnordischen Rat. Seit dem 23. Mai 2013 war er Minister für Fischerei und Landwirtschaft im Kabinett Sigmundur Davíð Gunnlaugsson, zugleich war er bis zum 31. Dezember 2014 auch Umweltminister. Seine Nachfolgerin in letzterem Amt war Sigrún Magnúsdóttir. Sigurður Ingi Jóhannsson war seit 2013 stellvertretender Vorsitzender der Fortschrittspartei.
Nach dem Rücktritt von Sigmundur Davíð Gunnlaugsson vom Amt des isländischen Premierministers am 6. April 2016 wurde Sigurður Ingi Jóhannsson am Abend desselben Tages zum neuen Übergangsministerpräsidenten ernannt. Er sollte die Amtsgeschäfte bis zu den vorgezogenen Neuwahlen im Herbst übernehmen.
Am 2. Oktober 2016 wurde Sigurður Ingi von der Parteiversammlung als Nachfolger von Sigmundur Davíð Gunnlaugsson zum Vorsitzenden der Fortschrittspartei gewählt. Mit 370 Stimmen schlug er den zur Wiederwahl angetretenen Sigmundur Davíð (329 Stimmen) sowie Lilja Dögg Alfreðsdóttir, für die nur drei Stimmen abgegeben wurden, die aber zur Vizevorsitzenden gewählt wurde.
Nach der Wahlniederlage der Fortschrittspartei bei der Parlamentswahl vom 29. Oktober 2016 und dem damit verbundenen Verlust der Regierungsmehrheit für die Koalition aus Unabhängigkeits- und Fortschrittspartei, hat Sigurður Ingi Jóhannsson seinen Rücktritt als Premierminister beim Staatspräsidenten Guðni Th. Jóhannesson eingereicht. Dieser habe ihn gebeten, bis zur Bildung einer neuen Regierung im Amt zu bleiben.
Seit dem 30. November 2017 war er Minister für Verkehr und Kommunen im Kabinett Kabinett Katrín Jakobsdóttir I, das aus Mitgliedern der Links-Grünen Bewegung, der Unabhängigkeitspartei und der Fortschrittspartei bestand. Im Kabinett Katrín Jakobsdóttir II, das am 28. November 2021 als Fortführung der bestehenden Koalition gebildet wurde, wurden die Ministerien teilweise restrukturiert und umbenannt. Sigurður Ingi Jóhannsson war seither Infrastrukturminister.
Nach dem Rücktritt von Katrín Jakobsdóttir als Premierministerin, um bei der Präsidentschaftswahl in Island 2024 anzutreten, wurde am 9. April 2024 das Kabinett Bjarni Benediktsson (2024 I) gebildet. In diesem bekleidete Sigurður Ingi Jóhannsson unter Premierminister Bjarni Benediktsson das Amt des Finanz- und Wirtschaftsministers. Nach der vorzeitigen Auflösung der Koalition im Oktober 2024 erklärten die Vertreter der Links-Grünen Bewegung, nicht als Minister in der zu bildenden Übergangsregierung mitwirken zu wollen, die die Geschäfte bis zur Bildung einer neuen Regierung nach der vorgezogenen Wahl vom 30. November 2024 führte. Auch Infrastrukturministerin Svandís Svavarsdóttir hat ihren Ministerposten somit aufgegeben. Diesen hat in der Übergangsregierung ihr Vorgänger als Infrastrukturminister, Sigurður Ingi Jóhannsson, zusätzlich zu seinem Finanz- und Wirtschaftsministerium übernommen. Wirksam wurde dies durch einen Erlass der Staatspräsidentin Halla Tómasdóttir vom 17. Oktober 2024.
Sein Nachfolger als Finanz- und Wirtschaftsminister ist Daði Már Kristófersson im Kabinett Kristrún Frostadóttir.